# Aneides aeneus
Aneides aeneus är en groddjursart som först beskrevs av Cope och Alpheus Spring Packard 1881.  Aneides aeneus ingår i släktet Aneides och familjen lunglösa salamandrar. IUCN kategoriserar arten globalt som nära hotad. Inga underarter finns listade i Catalogue of Life.

## Bildgalleri

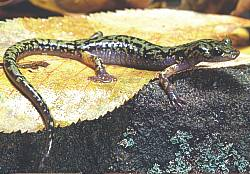
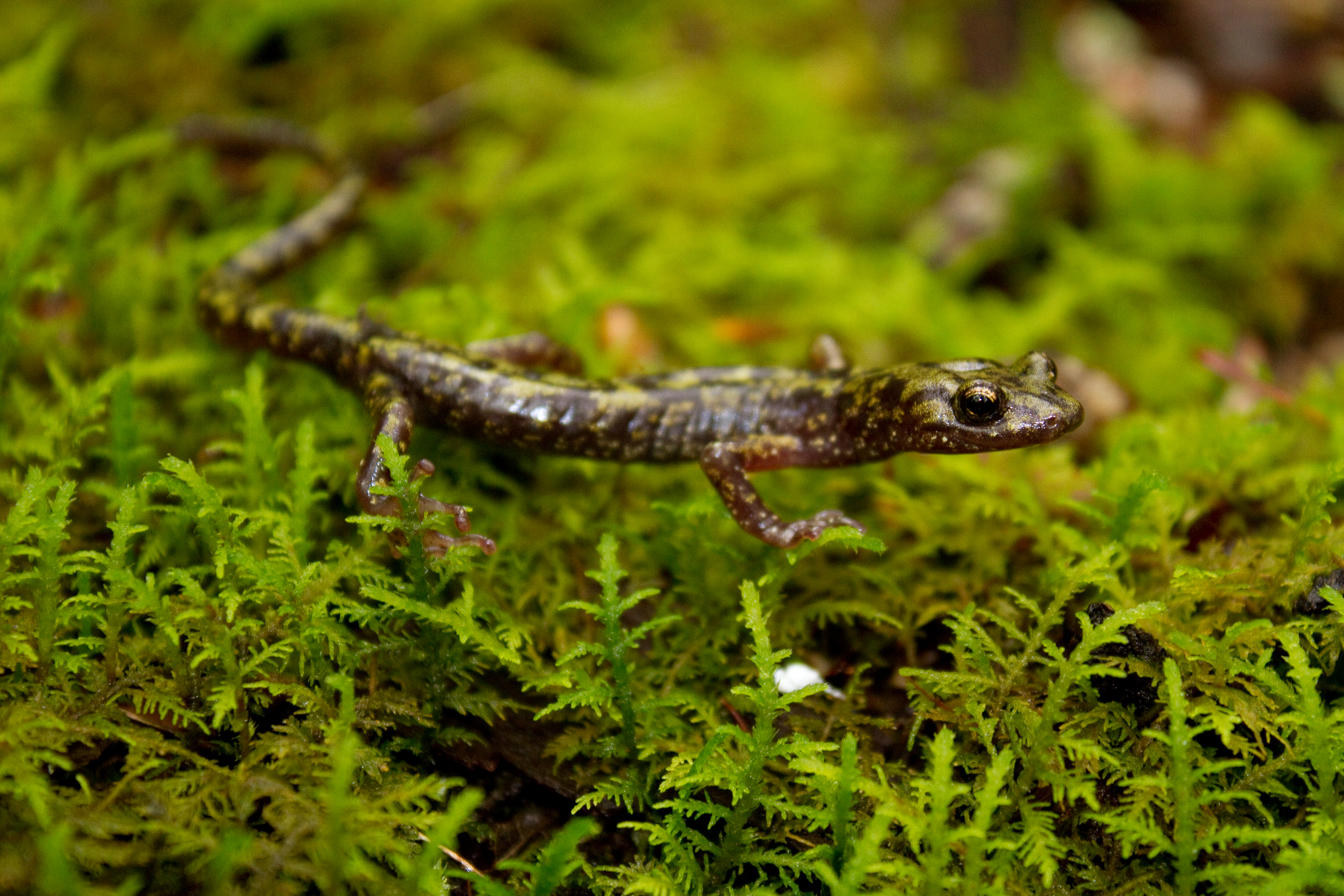